# Parodia tabularis
Parodia tabularis là một loài thực vật có hoa trong họ Cactaceae. Loài này được (F. Cels ex Rumpler) D.R. Hunt mô tả khoa học đầu tiên năm 1997.

## Hình ảnh

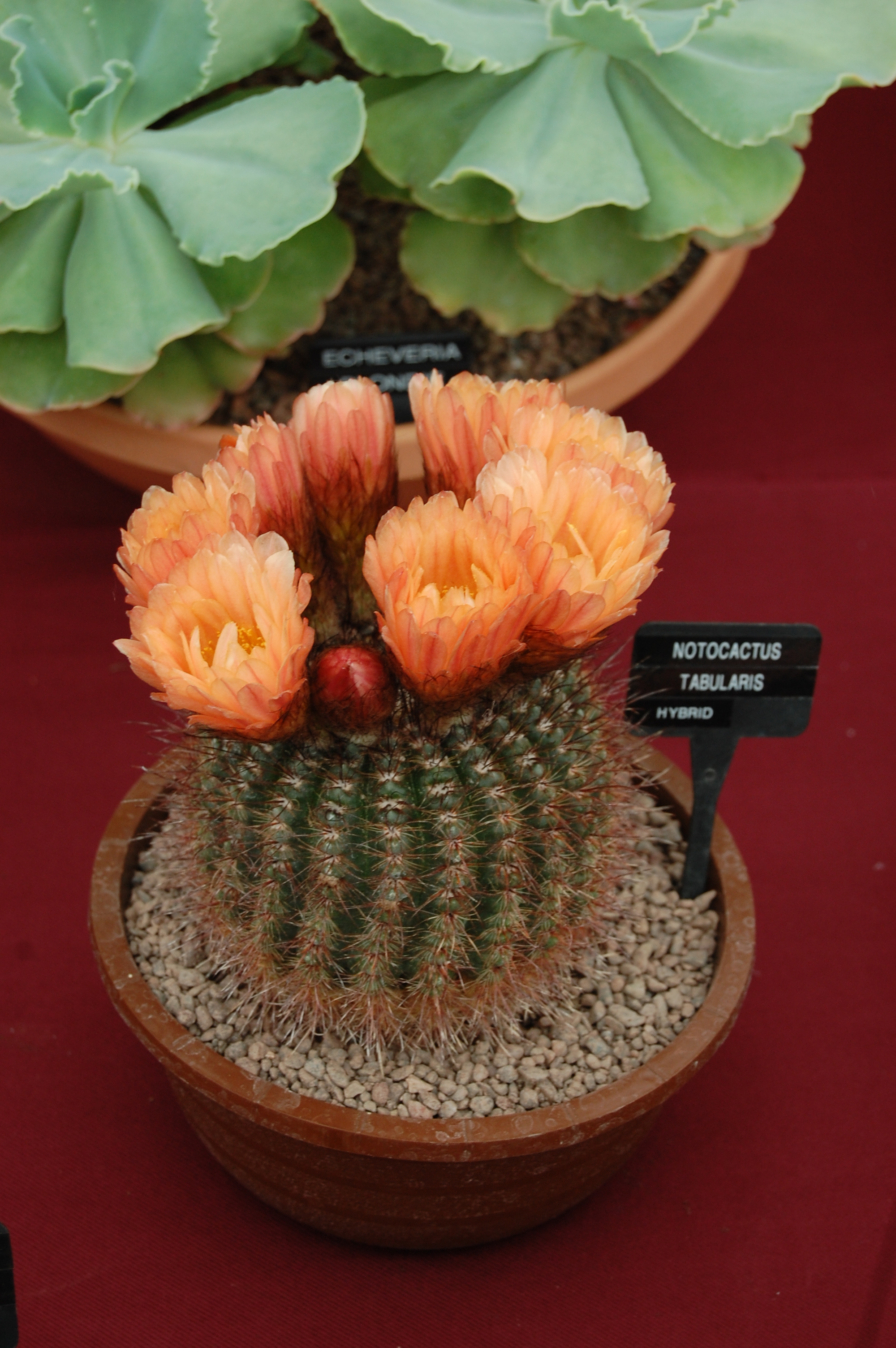
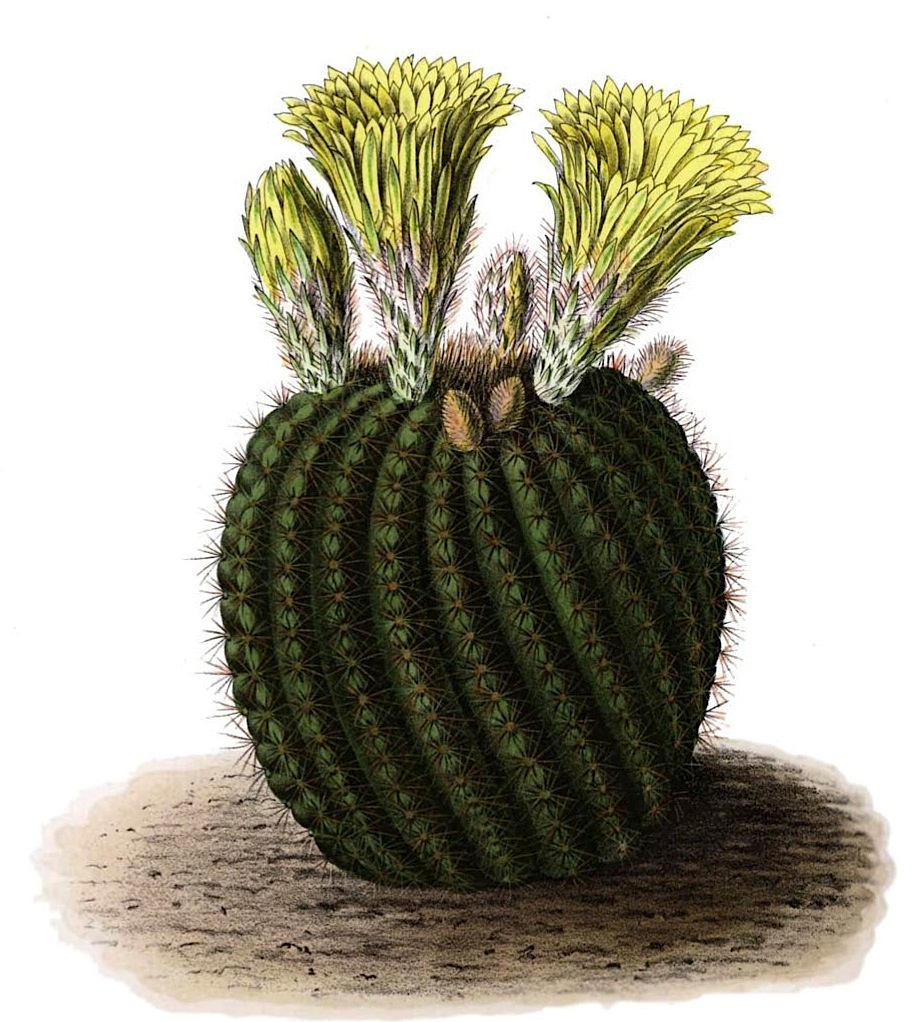